# Đầu máy TU2

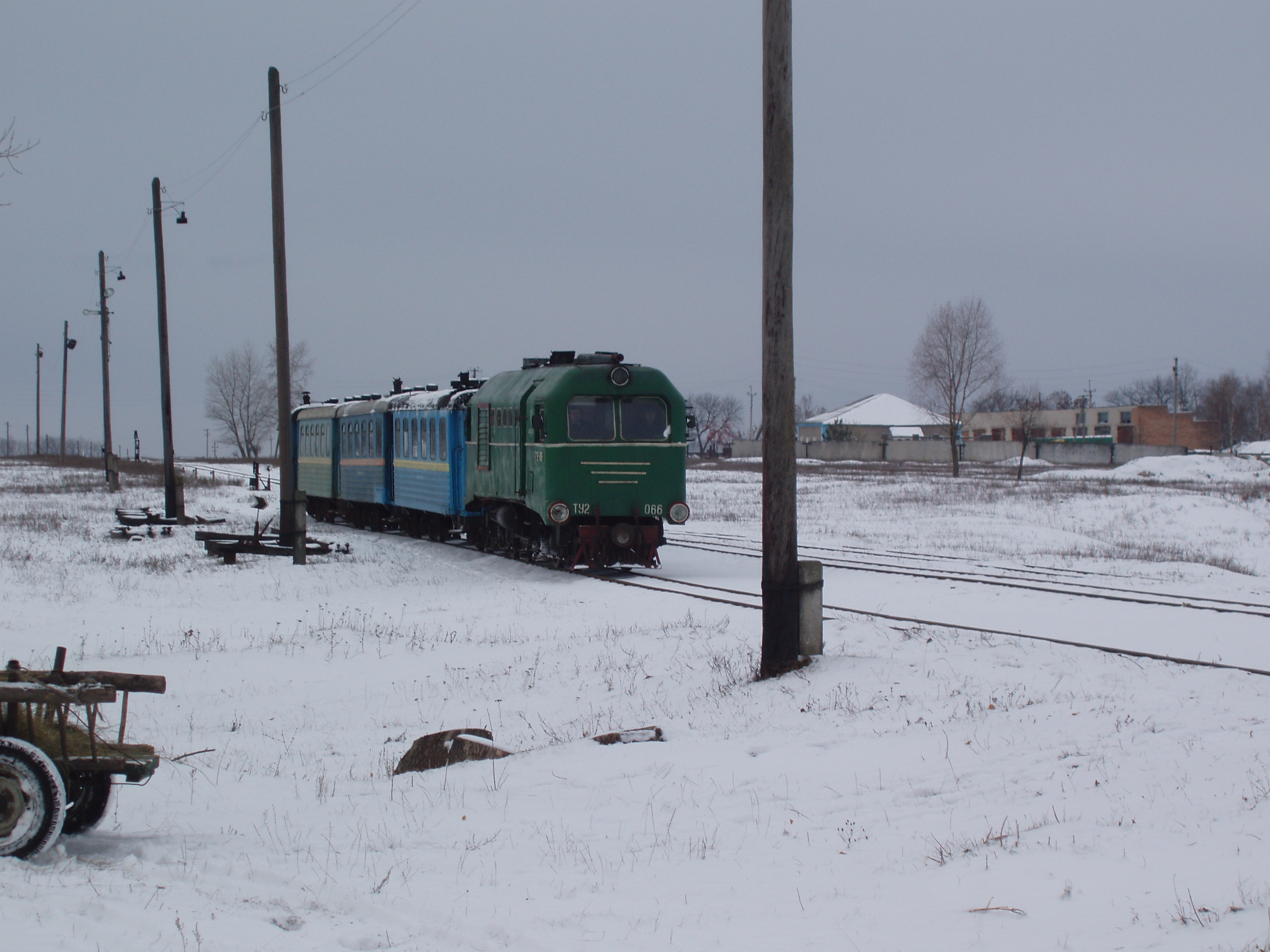
TU2 kéo toa chở khách, đường sắt khổ hẹp ở Rivne oblast, Ukraine, 2006.

TU2 (Tiếng Nga: ТУ2) là một dòng đầu máy diesel khổ hẹp do Liên Xô phát triển cho đường ray 750 mm  (2 ft  5+1 ⁄ 2  in)

## Thiết kế

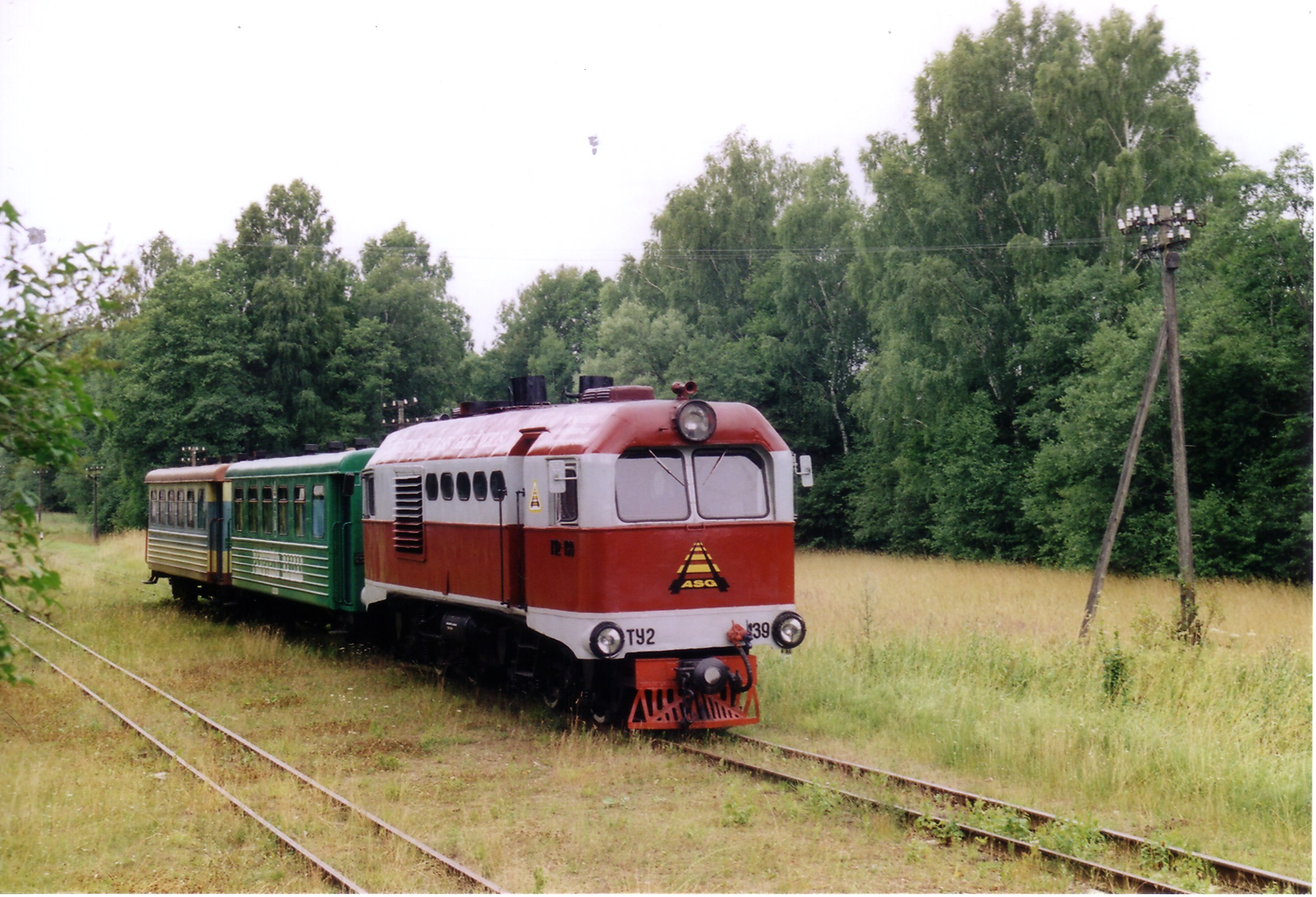
TU2 ở Lithuania, 2005

TU2 thuộc loại đầu máy diesel-điện. Động cơ chính 1D12 sản sinh công suất 300 mã lực, dẫn động máy phát điện (195 kW) cung cấp điện cho bốn động cơ kéo, mỗi động cơ 62 kW.